# Burcardo d'Austria

La marca dell'Ostmarck nel 976 e le successive espansioni

Burcardo d'Austria (926 – 981) fu margravio d'Austria dal 960 al 976, quando il territorio passò a Leopoldo I di Babenberg.

## Biografia
Di lui si hanno pochissime notizie.
Era figlio del conte Udalrich di Zurichgau e di una nipote del duca di Svevia Bucardo I.
Quando il re tedesco Ottone I sconfisse i Magiari nella battaglia di Lechfeld, il marchesato fu istituito sui territori riconquistati e posti sotto il comando di Bucardo, un cognato di Giuditta, duchessa di Baviera. Per la sua adesione alla rivolta del duca Enrico II di Baviera contro l'imperatore Ottone II, fu deposto al Reichstag di Ratisbona nel 976, quando il territorio fu affidato a Leopoldo di Babenberg.
Nulla si conosce riguardo alla sua sorte.

## Matrimonio e figli
Egli si sposò con una figlia dal nome sconosciuto di Arnolfo di Baviera ed assieme concepirono il futuro vescovo di Augusta Enrico, elevato all'episcopato grazie all'aiuto di Bucardo III.